# Placówka Straży Celnej „Sucha Góra”

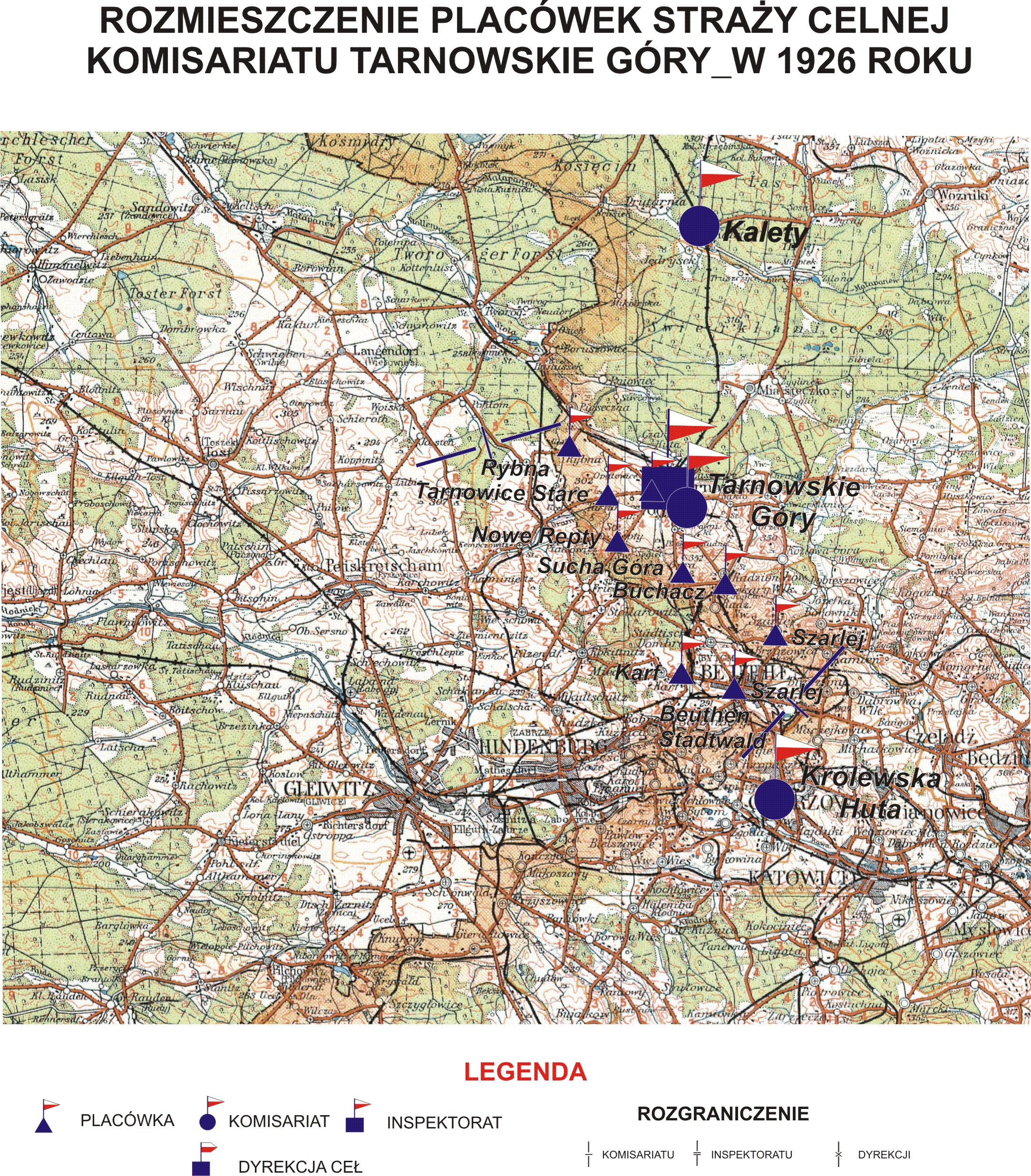
Rozmieszczenie placówek SC Komisariatu Tarnowskie Góry

Placówka Straży Celnej „Sucha Góra” – jednostka organizacyjna Straży Celnej pełniąca w okresie międzywojennym służbę ochronną na granicy polsko-niemieckiej.

## Formowanie i zmiany organizacyjne
Na wniosek Ministerstwa Skarbu, uchwałą z 10 marca 1920 roku, powołano do życia Straż Celną. Od połowy 1921 roku jednostki Straży Celnej rozpoczęły przejmowanie odcinków granicy od pododdziałów Batalionów Celnych. Proces tworzenia Straży Celnej trwał do końca 1922 roku. Placówka Straży Celnej „Sucha Góra” weszła w podporządkowanie komisariatu Straży Celnej „Tarnowskie Góry” z Inspektoratu SC „Tarnowskie Góry”.
W drugiej połowie 1927 roku przystąpiono do gruntownej reorganizacji Straży Celnej. W praktyce skutkowało to rozwiązaniem tej formacji granicznej. Ochronę północnej, zachodniej i południowej granicy państwa przejęła powołana z dniem 2 kwietnia 1928 roku Straż Graniczna.
Rozkazem nr 4 z 30 kwietnia 1928 roku w sprawie organizacji Śląskiego Inspektoratu Okręgowego dowódca Straży Granicznej gen. bryg. Stefan Pasławski powołał komisariat Straży Granicznej „Tarnowskie Góry”. Placówka Straży Granicznej I linii „Sucha Góra” znalazła się w jego strukturze.

## Funkcjonariusze placówki
Kierownicy placówki
| stopień    | imię i nazwisko, numer | okres pełnienia służby |
| ---------- | ---------------------- | ---------------------- |
| przodownik | Walenty Patalong (742) | był w 1926             |

Obsada personalna placówki w 1926:
- przodownik Walenty Patalong (742)
- strażnik Józef Czernik (1250)
- strażnik Józef Grodoń (244)
- strażnik Bernard Gad (242)
- strażnik Franciszek Grodzki (323)
- strażnik Ignacy Szczepanek (945)
- strażnik Wojciech Tobór (1014)
- strażnik Leon Kaja (1111)
- strażnik Filip Pietryga (1280)
- strażnik Rudolf Galwas (592)
- strażnik Wincenty Ścigała (866)